# Nouvelle école de Leipzig

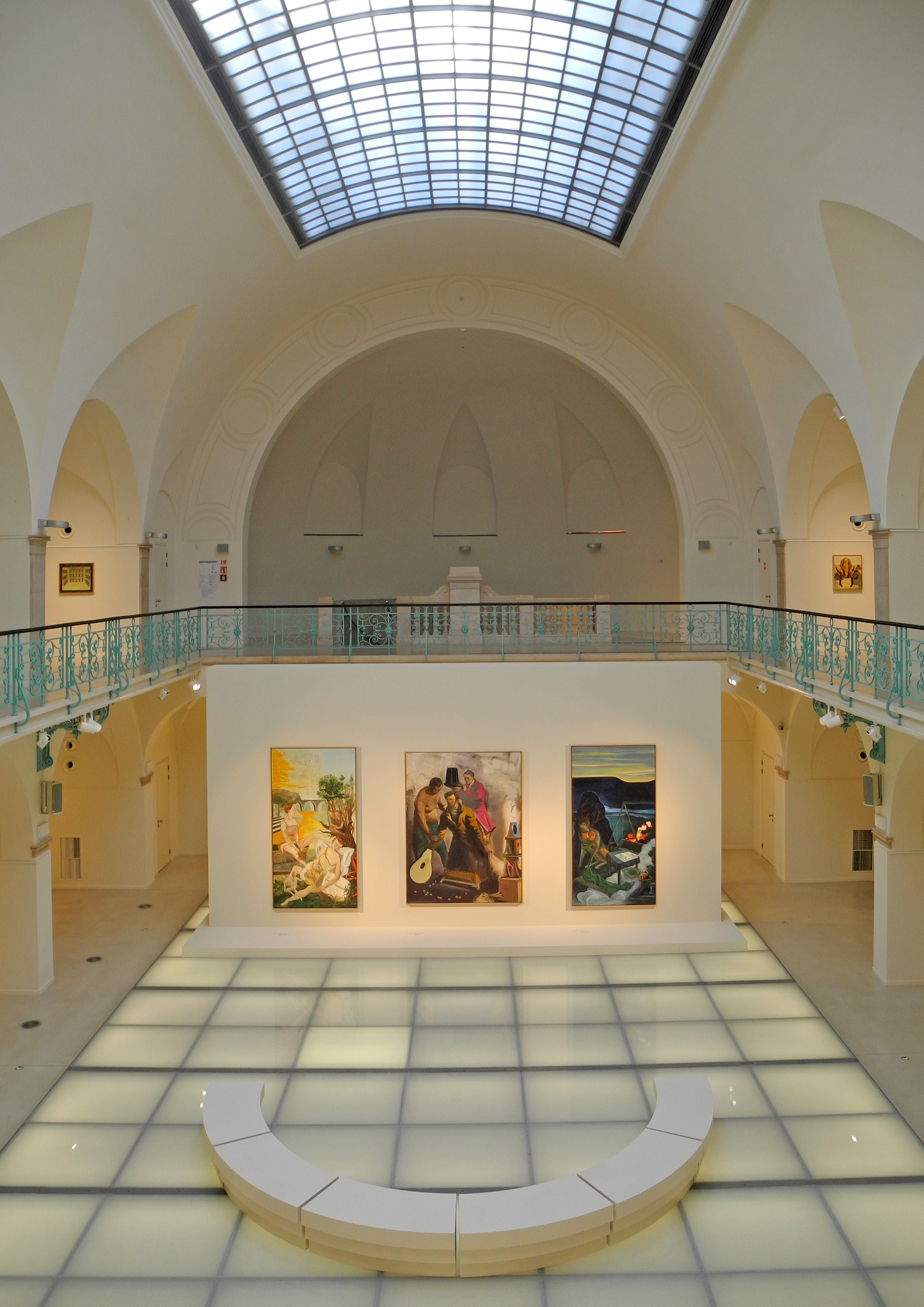
Exposition de peintures de Rosa Loy et Neo Rauch à Liberec en Tchéquie (2024)

La Nouvelle école de Leipzig (Neue Leipziger Schule) désigne un collectif d'artistes contemporains allemands.
Ce groupe a été nommé ainsi par la presse en référence à l'école de Leipzig qui comprend Werner Tübke, Wolfgang Mattheuer (de), Bernhard Heisig (de), des artistes est-allemands qui se font connaître lors de la documenta 6 en 1977. Leurs élèves, y compris Sighard Gille (de) ou Arno Rink, constituent une deuxième génération d'artistes au sein de ce même mouvement de l'école de Leipzig.
La Neue Leipziger Schule, quant à elle, regroupent les artistes dits de la « troisième génération », pour la plupart étudiants de la Hochschule für Grafik und Buchkunst Leipzig. Ce sont le plus souvent les élèves de Sighard Gille et Arno Rink, quelquefois de Rolf Kuhrt, Heisig ou Tübke. Leurs travaux se caractérisent par une combinaison d'éléments figuratifs et abstraits plus poussés dans leurs sens que dans la première.[pas clair]
Appartiennent à la nouvelle école de Leipzig : Neo Rauch, Hans Aichinger (de), Tilo Baumgärtel, Tim Eitel (de), Paule Hammer (de), Katrin Heichel (de), Tom Fabritius (de), Rosa Loy, Christoph Ruckhäberle (de), David Schnell (de), Matthias Weischer (de), Kathrin Landa (de), Bruno Griesel (de), Aris Kalaizis ou Michael Triegel.
Les galeristes Gerd Harry Lybke (de) puis Matthias Kleindienst mettent en avant ces artistes durant les années 1990, en particulier Neo Rauch qui pénètre le marché américain. Peu à peu les autres atteignent une renommée internationale, en même temps que les Young British Artists.
Ces artistes qui occupent pour la plupart un atelier au sein de l'ancien site industriel du Leipziger Baumwollspinnerei à Leipzig-Lindenau, refusent d'être rattachés à l'école de Leipzig. Cependant ce terme va jouer, durant ces années, un rôle majeur en tant que label et outil de marketing sur le marché de l'art.